# آمفیسا
آمفیسا (به یونانی: Άμφισσα) شهری در شهرستان فوکیس یونان است و سابقاً بخش مستقلی از آن شهرستان بوده‌است اما پس از اصلاحات دولت محلی در سال ۲۰۱۱ جزئی از بخش دلفی محسوب می‌شود. آمفیسا اکنون مرکز بخش دلفی و نیز مرکز شهرستان فوکیس است. آمفیسا را در قرون وسطی، سالونا (به یونانی: Σάλωνα) می‌نامیدند.
آمفیسا در لبهٔ شمالی کشتزارهای دشت کریسا و میان دو کوه قرار گرفته‌است: کوه گیونا در غرب و کوه پارناسوس در شرق. خود شهر توسط جنگل زیتون احاطه شده و در جنوب لامیا، شمال غرب لیوادیا و دلفی، ۱۳ کیلومتری شمال بندر ایتیا، ۳۰ کیلومتری شمال دسفینا، شمال شرق ناوپاکتوس و شرق لیدوریکی قرار گرفته‌است. شهر به جادهٔ ملی ۲۷ دسترسی دارد و توسط جادهٔ ملی ۴۸ به لیدوریکی متصل است.